# Aydūn
Aydūn är en del av en befolkad plats i Jordanien.   Den ligger i guvernementet Irbid, i den norra delen av landet, 60 km norr om huvudstaden Amman. Aydūn ligger 628 meter över havet och antalet invånare är 18 376.
Terrängen runt Aydūn är platt åt nordost, men åt sydväst är den kuperad. Terrängen runt Aydūn sluttar norrut. Runt Aydūn är det tätbefolkat, med 476 invånare per kvadratkilometer. Närmaste större samhälle är Irbid, 5,0 km norr om Aydūn. Trakten runt Aydūn består till största delen av jordbruksmark.